# Liban na Letnich Igrzyskach Olimpijskich 1992
Liban na Letnich Igrzyskach Olimpijskich 1992 reprezentowało 12 zawodników (sami mężczyźni). Był to 11 start reprezentacji Libanu na letnich igrzyskach olimpijskich.

## Skład kadry

### Judo
Mężczyźni
- Charbel Chrabie - waga do 60 kg  - 35. miejsce,
- Assaf El-Murr - waga do 65 kg  - 17. miejsce,
- Haji Kahy - waga do 71 kg  - 22. miejsce,
- Fadi Saikali - waga do 78 kg  - 9. miejsce,

### Kolarstwo szosowe
Mężczyźni
- Vatche Zadourian - wyścig ze startu wspólnego - nie ukończył wyścigu,
- Armen Arslanian - wyścig ze startu wspólnego - nie ukończył wyścigu,

### Lekkoatletyka
Mężczyźni
- Bassam Kawas

bieg 800 m - odpadł w eliminacjach,
bieg 1500 m - odpadł w eliminacjach,

### Pływanie
Mężczyźni
- Émile Lahoud

50 m stylem dowolnym - 61. miejsce,
100 m stylem dowolnym - 63. miejsce,
200 m stylem dowolnym - 47. miejsce,
200 m stylem zmiennym - 47. miejsce,

### Podnoszenie ciężarów
Mężczyźni
- Hassan El-Kaissi - waga do 90 kg - nie sklasyfikowany (nie zaliczył żadnej próby w podrzucie),

### Szermierka
Mężczyźni
- Zahi El-Khoury

floret indywidualnie - 48. miejsce,
szpada indywidualnie - 58. miejsce,
- Michel Youssef

floret indywidualnie - 59. miejsce,
szpada indywidualnie - 64. miejsce,

### Wioślarstwo
Mężczyźni
- Christian Francis - jedynki - 22. miejsce,